# 伊東線
伊東線（日语：／ Itō sen */?）是一條連結靜岡縣熱海市熱海站與靜岡縣伊東市伊東站，屬於東日本旅客鐵道（JR東日本）的鐵路線（幹線）。

## 概要
雖然伊東線的終點站伊東站是JR鐵路網的末端車站，但該站同時也是私鐵伊豆急行的伊豆急行線之起點車站，因此伊東線實際上並不算是末端鐵路線的一類，兩家公司的列車也都會互相駛入對方的路線中。
根據旅客營業規則包括在大都市近郊區間的「東京近郊區間」與IC乘車卡「Suica」的首都圈地域內。
此線也是通過靜岡縣內的JR線當中唯一一條完全位於縣內的路線。同時此線也是靜岡縣內JR東日本管轄當中唯一一條位於東海道本線的丹那隧道以東的路線。

## 路線資料
- 管轄：東日本旅客鐵道（第一種鐵道事業者）、日本貨物鐵道（第二種鐵道事業者）
- 路線距離（營業距離）：16.9公里
- 軌距：1067毫米
- 站數：6個（包括起終點站）
  - 若只限屬於伊東線的車站，排除屬於東海道本線的熱海站[2]則為5個。
- 複線路段：熱海－來宮（1968年完成）
- 電氣化路段：全線（直流1500V、高架電纜）
- 閉塞方式：自動閉塞式
- 保安裝置：ATS-PN
- 運轉指令所（日语：運転指令所）：熱海CTC
- 最高速度：95公里/小時
- 最長隧道：新宇佐美隧道（2941米）

全線由橫濱支社管轄。

## 列車與車輛

### 優等列車
- 特急「舞孃號」（踊り子）、Saphir踊子号（サフィール踊り子）：東京（部分列車於大宮發車）- 伊豆急行下田（部分列車以修善寺為終點，路線從日本名著伊豆舞孃得來。）

### 使用車輛
- 東日本旅客鐵道（JR東日本）
  - 特急列車
    - E257系（踊子號）
    - E261系（Saphir踊子號）

  - 東海道線駛入的直通列車
    - E231系（配屬於國府津車輛中心）
    - E233系（配屬於國府津車輛中心）
- 伊豆急行
  - 2100系
  - 8000系
  - 3000系

### 過去使用車輛
- 東日本旅客鐵道（JR東日本）
  - 特急列車
    - 185系（舞孃號）
    - 251系（超景踴子號）
- 伊豆急行
  - 200系

## 運行形式
大部分「普通」班次會向南駛入伊豆急行線直通運作。另外一部分由伊東站開出的「普通」班次會在熱海站，駛入東海道線及上野東京線直通運行，最遠可駛到宇都宮、籠原等車站，故伊東站為上野東京線最南端的終點及起點站。

## 車站列表
- ◇：貨物取扱站（沒有定期貨物列車到發）
- 普通列車為各站停車。特急列車停車站參見「舞孃」
- 熱海－來宮為複線，除此以外的路段為單線。所有車站均可進行列車交會
- 所有車站均位於靜岡縣內

| 車站編號 | 中文站名 | 日文站名 | 英文站名 | 站間營業距離 | 營業距離 | 接續路線                                                                                      | 所在地 |
| -------- | -------- | -------- | -------- | ------------ | -------- | --------------------------------------------------------------------------------------------- | ------ |
| JT21     | 熱海     |          |          | -            | 0.0      | 東日本旅客鐵道： 東海道本線（東京方向） 東海旅客鐵道： 東海道新幹線、■ 東海道本線（靜岡方向） | 熱海市 |
| JT22     | 來宮     |          |          | 1.2          | 1.2      |                                                                                               | 熱海市 |
| JT23     | 伊豆多賀 |          |          | 4.8          | 6.0      |                                                                                               | 熱海市 |
| JT24     | 網代     |          |          | 2.7          | 8.7      |                                                                                               | 熱海市 |
| JT25     | 宇佐美   |          |          | 4.3          | 13.0     |                                                                                               | 伊東市 |
| JT26     | 伊東◇    |          |          | 3.9          | 16.9     | 伊豆急行： 伊豆急行線（IZ01）                                                                 | 伊東市 |